# Campionato mondiale femminile di calcio 2003
Il Campionato mondiale femminile di calcio 2003, quarta edizione ufficiale della manifestazione, si è disputato negli Stati Uniti d'America dal 20 settembre al 12 ottobre 2003. Il campionato venne vinto dalla Germania, che superò in finale la Svezia grazie al golden goal di Nia Künzer.
Originariamente, il torneo si sarebbe dovuto disputare in Cina, ma il 3 maggio 2003 ne venne improvvisamente deciso lo spostamento in un'altra nazione a causa dello scoppio dell'epidemia di SARS nel paese asiatico. Il 26 maggio 2003 la FIFA assegnò l'organizzazione del torneo agli Stati Uniti che aveva già ospitato la precedente edizione, e si ritenne che potessero essere in grado di organizzare al meglio il torneo nel poco tempo restante prima dell'inizio previsto per il mese di ottobre. Inoltre, gli organizzatori puntavano all'interesse generato dal torneo per poter salvare la lega professionistica statunitense di calcio femminile, la Women's United Soccer Association, dalla scomparsa. A compensare la revoca dell'organizzazione del torneo, la FIFA assegnò alla Cina l'organizzazione dell'edizione 2007.
A causa della riassegnazione del torneo a pochi mesi dall'inizio programmato, la FIFA e la federazione statunitense furono costrette a rivedere la programmazione degli incontri. Nella fase a gironi, similmente a quanto già fatto nell'edizione 1999, nove doppie partite vennero programmate nello stesso stadio una al termine dell'altra. Si dovette, inoltre, abbandonare la pratica moderna di programmare gli incontri finali della fase a gironi in simultanea: nei gruppi A e D le partite finali vennero disputate come due doppi incontri nello stesso stadio, mentre le partite finali dei gruppi B e C vennero programmate in simultanea in due città diverse, ma con una partita del gruppo B in ogni città seguita da una partita del gruppo C. Anche i quattro quarti di finale vennero programmati come due doppi incontri, così come le due semifinali.

## Città e stadi
Sei stadi furono scelti per ospitare le gare della competizione.
| Carson                                                    | Columbus              | Foxborough       |
| --------------------------------------------------------- | --------------------- | ---------------- |
| Home Depot Center                                         | Columbus Crew Stadium | Gillette Stadium |
| Capacità: 27 000                                          | Capacità: 23 000      | Capacità: 22 385 |
|                                                           |                       |                  |
| Carson Columbus Foxborough Filadelfia Portland Washington |                       |                  |
| Filadelfia                                                | Portland              | Washington       |
| Lincoln Financial Field                                   | PGE Park              | RFK Stadium      |
| Capacità: 68 500                                          | Capacità: 27 700      | Capacità: 55 000 |
|                                                           |                       |                  |

## Qualificazioni

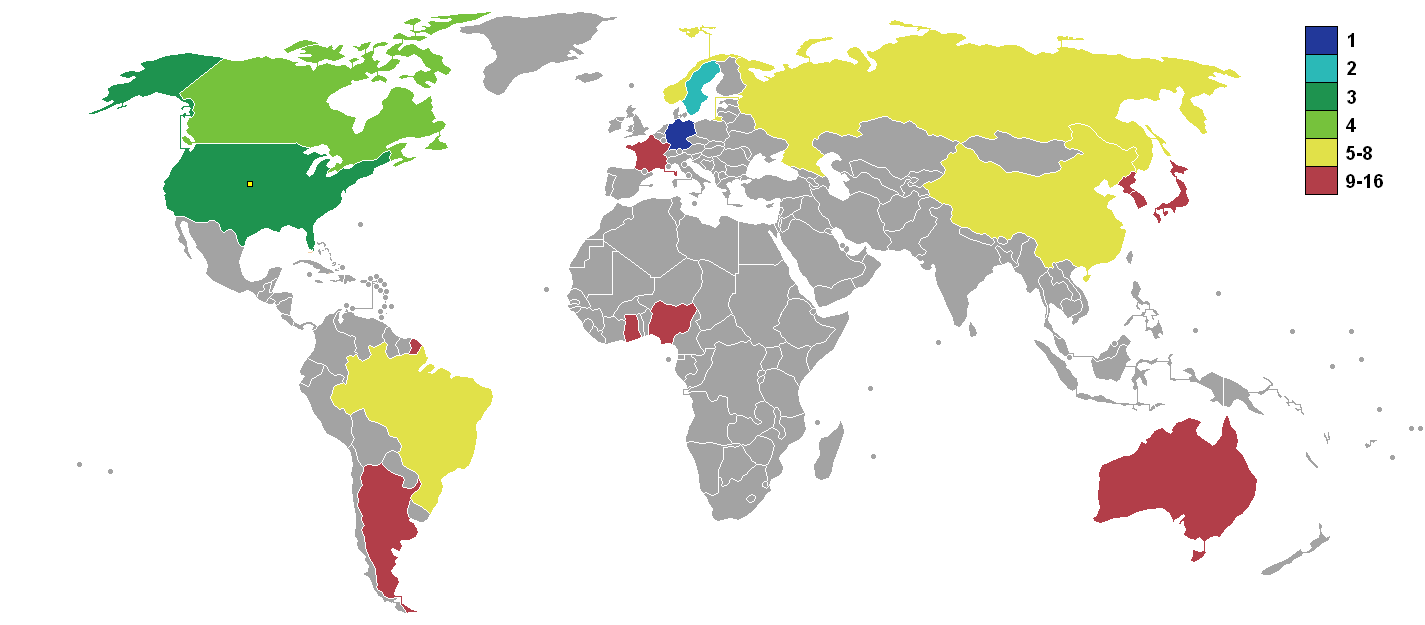
Mappa delle nazionali qualificate

La FIFA annunciò la distribuzione dei posti per le sei federazioni per la definizione delle 16 squadre nazionali partecipanti al campionato mondiale 2003:
- AFC (Asia): 2 posti,
- CAF (Africa): 2 posti,
- CONCACAF (Centro e Nord America, Caraibi): 2 posti,
- CONMEBOL (Sud America): 2 posti,
- OFC (Oceania): 1 posto,
- UEFA (Europa): 5 posti,
- nazione inizialmente scelta come ospitante (Cina): 1 posto,
- Spareggio tra AFC e CONCACAF : 1 posto.

## Squadre partecipanti
| Pr. | Squadra        | Confederazione | Partecipante in quanto                                             | Ultima presenza  |
| --- | -------------- | -------------- | ------------------------------------------------------------------ | ---------------- |
| 1   | Cina           | AFC            | Rappresentativa della nazione inizialmente scelta come ospitante   | Stati Uniti 1999 |
| 2   | Corea del Nord | AFC            | Vincitore della Coppa d'Asia 2003                                  | Stati Uniti 1999 |
| 3   | Corea del Sud  | AFC            | Terzo posto nella Coppa d'Asia 2003                                | Esordiente       |
| 4   | Giappone       | AFC            | Vincitore dello spareggio AFC-CONCACAF                             | Stati Uniti 1999 |
| 5   | Nigeria        | CAF            | Vincitore del Campionato africano 2002                             | Stati Uniti 1999 |
| 6   | Ghana          | CAF            | Secondo posto nel Campionato africano 2002                         | Stati Uniti 1999 |
| 7   | Stati Uniti    | CONCACAF       | Vincitore della CONCACAF Women's Gold Cup 2002 e nazione ospitante | Stati Uniti 1999 |
| 8   | Canada         | CONCACAF       | Secondo posto nella CONCACAF Women's Gold Cup 2002                 | Stati Uniti 1999 |
| 9   | Brasile        | CONMEBOL       | Campione del Campionato sudamericano 2003                          | Stati Uniti 1999 |
| 10  | Argentina      | CONMEBOL       | Secondo posto nel Campionato sudamericano 2003                     | Esordiente       |
| 11  | Australia      | OFC            | Vincitore della Coppa delle nazioni oceaniane femminile 2003       | Stati Uniti 1999 |
| 12  | Norvegia       | UEFA           | Vincitore del gruppo 1 di qualificazione UEFA                      | Stati Uniti 1999 |
| 13  | Svezia         | UEFA           | Vincitore del gruppo 2 di qualificazione UEFA                      | Stati Uniti 1999 |
| 14  | Russia         | UEFA           | Vincitore del gruppo 3 di qualificazione UEFA                      | Stati Uniti 1999 |
| 15  | Germania       | UEFA           | Vincitore del gruppo 4 di qualificazione UEFA                      | Stati Uniti 1999 |
| 16  | Francia        | UEFA           | Vincitore dello spareggio nelle qualificazione UEFA                | Esordiente       |

## Fase a gironi
Il sorteggio dei gruppi avvenne il 17 luglio 2003 presso l'Home Depot Center a Carson.

### Gruppo A

#### Classifica finale
| Pos. | Squadra        | Pt | G | V | N | P | GF | GS | DR  |
| ---- | -------------- | -- | - | - | - | - | -- | -- | --- |
| 1.   | Stati Uniti    | 9  | 3 | 3 | 0 | 0 | 11 | 1  | +10 |
| 2.   | Svezia         | 6  | 3 | 2 | 0 | 1 | 5  | 3  | +2  |
| 3.   | Corea del Nord | 3  | 3 | 1 | 0 | 2 | 3  | 4  | -1  |
| 4.   | Nigeria        | 0  | 3 | 0 | 0 | 3 | 0  | 11 | -11 |

#### Risultati
| Arbitro: | Nicole Petignat |

|  |           |                                       |
|  | Marcatori | 13’, 88’ Jin Pyol Hui 73’ Ri Un Gyong |

| Arbitro: | Dongqing Zhang |

|                               |           |              |
| Lilly 27’ Parlow 36’ Boxx 78’ | Marcatori | 58’ Svensson |

| Arbitro: | Tammy Ogston |

|             |           |  |
| Svensson 7’ | Marcatori |  |

| Arbitro: | Dongqing Zhang |

|                                                             |           |  |
| Hamm 6’ (rig.), 12’ Parlow 47’ Wambach 65’ Foudy 89’ (rig.) | Marcatori |  |

| Arbitro: | Sonia Denoncourt |

|                                |           |  |
| Ljungberg 56’, 79’ Moström 81’ | Marcatori |  |

| Arbitro: | Sueli Tortura |

|  |           |                                     |
|  | Marcatori | 17’ (rig.) Wambach 48’, 66’ Reddick |

### Gruppo B

#### Classifica finale
| Pos. | Squadra       | Pt | G | V | N | P | GF | GS | DR  |
| ---- | ------------- | -- | - | - | - | - | -- | -- | --- |
| 1.   | Brasile       | 7  | 3 | 2 | 1 | 0 | 8  | 2  | +6  |
| 2.   | Norvegia      | 6  | 3 | 2 | 0 | 1 | 10 | 5  | +5  |
| 3.   | Francia       | 4  | 3 | 1 | 1 | 1 | 2  | 3  | -1  |
| 4.   | Corea del Sud | 0  | 3 | 0 | 0 | 3 | 1  | 11 | -10 |

#### Risultati
| Arbitro: | Kari Seitz |

|                       |           |  |
| Rapp 47’ Mellgren 66’ | Marcatori |  |

| Arbitro: | Tammy Ogston |

|                                 |           |  |
| Marta 14’ (rig.) Kátia 55’, 62’ | Marcatori |  |

| Arbitro: | Xonam Agboyi |

|               |           |                                            |
| Pettersen 45’ | Marcatori | 26’ Daniela 37’ Rosana 59’ Marta 68’ Kátia |

| Arbitro: | Dongqing Zhang |

|            |           |  |
| Pichon 84’ | Marcatori |  |

| Arbitro: | Tammy Ogston |

|                 |           |                                                                            |
| Kim Jin Hee 75’ | Marcatori | 5’ Gulbrandsen 24’, 31’ Mellgren 40’ Pettersen 52’ Sandaune 80’, 90’ Ørmen |

| Arbitro: | Cristina Ionescu |

|            |           |           |
| Pichon 92’ | Marcatori | 58’ Kátia |

### Gruppo C

#### Classifica finale
| Pos. | Squadra   | Pt | G | V | N | P | GF | GS | DR  |
| ---- | --------- | -- | - | - | - | - | -- | -- | --- |
| 1.   | Germania  | 9  | 3 | 3 | 0 | 0 | 13 | 2  | +11 |
| 2.   | Canada    | 6  | 3 | 2 | 0 | 1 | 7  | 5  | +2  |
| 3.   | Giappone  | 3  | 3 | 1 | 0 | 2 | 7  | 6  | +1  |
| 4.   | Argentina | 0  | 3 | 0 | 0 | 3 | 1  | 15 | -14 |

#### Risultati
| Arbitro: | Eun Ju Im |

|                                                                |           |             |
| Wiegmann 37’ (rig.) Gottschlich 47’ Prinz 75’ Garefrekes 90+2’ | Marcatori | 4’ Sinclair |

| Arbitro: | Kateriina Elovirta |

|                                                |           |  |
| Sawa 13’, 38’ Yamamoto 64’ Otani 72’, 75’, 80’ | Marcatori |  |

| Arbitro: | Sueli Tortura |

|                            |           |  |
| Minnert 23’ Prinz 36’, 66’ | Marcatori |  |

| Arbitro: | Nicole Petignat |

|                            |           |  |
| Hooper 19’ Latham 79’, 82’ | Marcatori |  |

| Arbitro: | Eun Ju Im |

|                                  |           |          |
| Latham 36’ Sinclair 49’ Lang 72’ | Marcatori | 20’ Sawa |

| Arbitro: | Bola Abidoye |

|            |           |                                                                 |
| Gaitán 71’ | Marcatori | 3’, 43’ Meinert 24’ Wiegmann 32’ Prinz 89’ Pohlers 90+2’ Müller |

### Gruppo D

#### Classifica finale
| Pos. | Squadra   | Pt | G | V | N | P | GF | GS | DR |
| ---- | --------- | -- | - | - | - | - | -- | -- | -- |
| 1.   | Cina      | 7  | 3 | 2 | 1 | 0 | 3  | 1  | +2 |
| 2.   | Russia    | 6  | 3 | 2 | 0 | 1 | 5  | 2  | +3 |
| 3.   | Ghana     | 3  | 3 | 1 | 0 | 2 | 2  | 5  | -3 |
| 4.   | Australia | 1  | 3 | 0 | 1 | 2 | 3  | 5  | -2 |

#### Risultati
| Arbitro: | Bola Abidoye |

|                 |           |                               |
| Golebiowski 38’ | Marcatori | 39’ (aut.) Alagich 89’ Fomina |

| Arbitro: | Sonia Denoncourt |

|             |           |  |
| Sun Wen 29’ | Marcatori |  |

| Arbitro: | Kari Seitz |

|  |           |                                        |
|  | Marcatori | 36’ Saenko 54’ Barbašina 80’ Letjušova |

| Arbitro: | Kateriina Elovirta |

|             |           |              |
| Bai Jie 46’ | Marcatori | 28’ Garriock |

| Arbitro: | Xonam Agboyi |

|                       |           |              |
| Sackey 34’ Sackey 39’ | Marcatori | 61’ Garriock |

| Arbitro: | Florencia Romano |

|             |           |  |
| Bai Jie 16’ | Marcatori |  |

## Fase a eliminazione diretta

### Tabellone
|  | Quarti di finale | Quarti di finale | Quarti di finale |          |               | Semifinali    | Semifinali | Semifinali |             |                 | Finale          | Finale          | Finale |  |
|  |                  |                  |                  |          |               |               |            |            |             |                 |                 |                 |        |  |
|  | 1A               | Stati Uniti      | 1                |          |               |               |            |            |             |                 |                 |                 |        |  |
|  | 1A               | Stati Uniti      | 1                |          |               |               |            |            |             |                 |                 |                 |        |  |
|  | 2B               | Norvegia         | 0                |          |               |               |            |            |             |                 |                 |                 |        |  |
|  | 2B               | Norvegia         | 0                |          | Stati Uniti   | Stati Uniti   | 0          |            |             |                 |                 |                 |        |  |
|  |                  |                  |                  |          | Stati Uniti   | Stati Uniti   | 0          |            |             |                 |                 |                 |        |  |
|  |                  |                  | Germania         | Germania | 3             |               |            |            |             |                 |                 |                 |        |  |
|  | 1C               | Germania         | Germania         | Germania | 3             | 7             |            |            |             |                 |                 |                 |        |  |
|  | 1C               | Germania         |                  |          |               |               |            |            |             |                 |                 |                 |        |  |
|  | 2D               | Russia           | 1                |          |               |               |            |            |             |                 |                 |                 |        |  |
|  | 2D               | Russia           | 1                |          | Germania (gg) | Germania (gg) | 2          |            |             |                 |                 |                 |        |  |
|  |                  |                  |                  |          |               |               |            |            |             |                 |                 |                 |        |  |
|  |                  |                  | Svezia           | Svezia   | 1             |               |            |            |             |                 |                 |                 |        |  |
|  | 1B               | Brasile          | Svezia           | Svezia   | 1             | 1             |            |            |             |                 |                 |                 |        |  |
|  | 1B               | Brasile          |                  |          |               | 1             |            |            |             |                 |                 |                 |        |  |
|  | 2A               | Svezia           | 2                |          |               |               |            |            |             |                 |                 |                 |        |  |
|  | 2A               | Svezia           | 2                |          | Svezia        | Svezia        | 2          |            |             | Finale 3º posto | Finale 3º posto | Finale 3º posto |        |  |
|  |                  |                  |                  |          | Svezia        | Svezia        | 2          |            |             |                 |                 |                 |        |  |
|  |                  |                  | Canada           | Canada   | 1             |               |            |            |             |                 |                 |                 |        |  |
|  | 1D               | Cina             | Canada           | Canada   | 1             | 0             |            |            | Stati Uniti | Stati Uniti     | 3               |                 |        |  |
|  | 1D               | Cina             |                  |          |               |               |            |            | Stati Uniti | Stati Uniti     | 3               |                 |        |  |
|  | 2C               | Canada           | 1                |          |               | Canada        | Canada     | 1          |             |                 |                 |                 |        |  |

### Quarti di finale
| Arbitro: | Nicole Petignat |

|             |           |  |
| Wambach 24’ | Marcatori |  |

| Arbitro: | Dongqing Zhang |

|                  |           |                            |
| Marta 44’ (rig.) | Marcatori | 23’ Svensson 53’ Andersson |

| Arbitro: | Eun Ju Im |

|                                                                          |           |              |
| Müller 25’ Minnert 57’ Wunderlich 60’, 85’ Garefrekes 62’ Prinz 80’, 89’ | Marcatori | 70’ Danilova |

| Arbitro: | Kari Seitz |

|  |           |           |
|  | Marcatori | 7’ Hooper |

### Semifinali
| Arbitro: | Sonia Denoncourt |

|  |           |                                          |
|  | Marcatori | 15’ Garefrekes 90+1’ Meinert 90+3’ Prinz |

| Arbitro: | Kateriina Elovirta |

|                        |           |          |
| Moström 79’ Öqvist 86’ | Marcatori | 64’ Lang |

### Finale terzo posto
| Arbitro: | Tammy Ogston |

|                                 |           |              |
| Lilly 22’ Boxx 51’ Milbrett 80’ | Marcatori | 38’ Sinclair |

### Finale
| Arbitro: | Cristina Ionescu |

|                             |           |               |
| Meinert 46’ Künzer 98’ (gg) | Marcatori | 41’ Ljungberg |

## Premi
| Scarpa d'oro | Pallone d'oro | Trofeo Fair Play FIFA |
| ------------ | ------------- | --------------------- |
| Birgit Prinz | Birgit Prinz  | Cina                  |

## Statistiche

### Classifica marcatrici
7 reti
- Birgit Prinz

4 reti
- Kerstin Garefrekes
- Maren Meinert
- Kátia

3 reti
- Marta
- Christine Latham
- Christine Sinclair

- Mio Otani
- Homare Sawa
- Dagny Mellgren

- Hanna Ljungberg
- Victoria Svensson
- Abby Wambach

2 reti
- Heather Garriock
- Charmaine Hooper
- Kara Lang
- Bai Jie
- Marinette Pichon
- Sandra Minnert

- Martina Müller
- Bettina Wiegmann
- Alberta Sackey
- Jin Pyol Hui
- Linda Ørmen
- Marianne Pettersen

- Malin Moström
- Shannon Boxx
- Mia Hamm
- Kristine Lilly
- Cindy Parlow
- Cat Reddick

1 rete
- Yanina Gaitán
- Kelly Golebiowski
- Daniela
- Rosana
- Sun Wen
- Stefanie Gottschlich
- Nia Künzer
- Conny Pohlers

- Pia Wunderlich
- Emi Yamamoto
- Ri Un-Gyong
- Kim Jin-Hee
- Solveig Gulbrandsen
- Anita Rapp
- Brit Sandaune
- Natal'ja Barbašina

- Elena Danilova
- Elena Fomina
- Ol'ga Letjušova
- Marina Saenko
- Malin Andersson
- Josephine Oeqvist
- Julie Foudy
- Tiffeny Milbrett

Autorete
- Dianne Alagich (a favore della Russia)